# 김충식 (1950년 2월)
김충식(金忠植, 1950년 2월 12일 ~ )은 대한민국의 정치인이다. 제50~52대 경상남도 창녕군수이다.

## 학력
- 동포초등학교 졸업
- 위천중학교 졸업
- 남지고등학교 졸업
- 육군3사관학교 학사
- 육군보병학교 졸업
- 국방대학교 행정학사

## 경력
- 대한민국 육군 소령 예편
- 웨슬레 고등공민학교 국어교사
- 국정 홍보위원
- 창녕교육청 교육행정자문위원
- 민주자유당 창녕군지구당 사무국장
- 경상남도 민방위 소양 강사
- 1991.07 ~ 1995.06 제1대 창녕군의회 의원
- 1995.07 ~ 1998.06 제2대 창녕군의회 의원
- 1998.07 ~ 2002.06 제3대 창녕군의회 의원
- 1998.07 ~ 2000.06 제3대 창녕군의회 전반기 의장
- 2001.02 ~ 2001.08 동아대학교 행정학과 겸임교수
- 2002.07 ~ 2006.06 제4대 창녕군의회 의원
- 2007.12 ~ 2018.06 제50~52대 민선 4~6기 경상남도 창녕군수(3선, 자유한국당)

## 역대 선거 결과
|  | 0% |

|  | 53.03% |

|  | 41.48% |

|  | 24.77% |

|  | 46.77% |

|  | 58.20% |

|  | 76.80% |